# داتسون اسپورتس
داتسون اسپورتس (Datsun Sports) خودرویی است که در سال‌های ۱۹۵۹ تا ۱۹۷۰ تولید شده‌است.
این خودرو در کلاس خودرو اسپورت قرار گرفته، طراحی آن خودروهای موتور جلو-محور عقب بوده است.